# 阔叶竹茎兰
阔叶竹茎兰（学名：Tropidia angulosa），为兰科竹茎兰属下的一个植物种。